# لا يوما (فلم 2009)
لا يوما (بالإسبانية: La Yuma) هو فيلم دراما نيكاراغوي صدر عام 2009 من بطولة ألما بلانكو، وإخراج فلورنس جيوجي. تم اختيار الفيلم كمدخل لنيكاراغوا لجائزة أفضل فيلم بلغة أجنبية في حفل توزيع جوائز الأوسكار الثالث والثمانون، لكن لم يتم ترشيحه.

## قصة الفيلم
هذه هي قصة "يوما"، فتاة قوية الإرادة ومتمردة من الأحياء الفقيرة في ماناغوا والتي تحلم بأن تصبح ملاكمة.

## طاقم التمثيل
- ألما بلانكو بدور  لا يوما
- غابرييل بينافيديس بدور  إرنستو
- ريغوبيرتو مايورجا بدور  كوليبرا
- ماريا استير لوبيز بدور  سكارليت
- اليزير ترينا بدور  يادر
- غييرمو مارتينيز بدور  بولفوريتا
- خوان كارلوس غارسيا بدور  لا كوبانا
- سلفادور اسبينوزا بدور  الفونسو
- سوبيدة تيليز بدور  والدة لا يوما

## الجوائز والترشيحات
| قائمة الجوائز والترشيحات            | قائمة الجوائز والترشيحات | قائمة الجوائز والترشيحات              | قائمة الجوائز والترشيحات  | قائمة الجوائز والترشيحات | قائمة الجوائز والترشيحات | قائمة الجوائز والترشيحات |
| المهرجان                            | الفترة                   | الفئة                                 | الجائزة                   | المترشح                  | النتيحة                  | مراجع                    |
| ----------------------------------- | ------------------------ | ------------------------------------- | ------------------------- | ------------------------ | ------------------------ | ------------------------ |
| مهرجان كارتاخينا السينمائي          | 25 فبراير - 5 مارس 2010  | أفضل ممثلة                            | جولدن إنديا كاتالينا      | ألما بلانكو              | فوز                      | [ 5 ]                    |
| مهرجان كارتاخينا السينمائي          | 25 فبراير - 5 مارس 2010  | أفضل ممثل مساعد                       | جولدن إنديا كاتالينا      | اليزير ترينا             | فوز                      | [ 5 ]                    |
| مهرجان كارتاخينا السينمائي          | 25 فبراير - 5 مارس 2010  | أفضل فيلم                             | جولدن إنديا كاتالينا      | لا يوما                  | رُشِّح                      | [ 5 ]                    |
| مهرجان جرامودا السينمائي            | أغسطس 2010               | أفضل ممثلة - مسابقة الأفلام اللاتينية | جائزة الكيكيتو الذهبي     | ألما بلانكو              | فوز                      | [ 5 ]                    |
| مهرجان جرامودا السينمائي            | أغسطس 2010               | أفضل فيلم - مسابقة الأفلام اللاتينية  | جائزة لجنة التحكيم الخاصة | لا يوما                  | فوز                      | [ 5 ]                    |
| مهرجان غوادالاخارا السينمائي الدولي | 12 - 19 مارس 2010        | أفضل فيلم أول                         | جائزة ماغي                | لا يوما                  | فوز                      | [ 5 ]                    |
| مهرجان ميامي السينمائي              | 5 - 14 مارس 2010         | المسابقة الأيبيرية الأمريكية          | جائزة لجنة التحكيم الكبرى | لا يوما                  | رُشِّح                      | [ 5 ]                    |
| مهرجان مالقة للسينما الإسبانية      | 17 - 24 أبريل 2010       | أفلام أمريكا اللاتينية                | جائزة لجنة التحكيم        | لا يوما                  | فوز                      | [ 5 ]                    |
| مهرجان مالقة للسينما الإسبانية      | 17 - 24 أبريل 2010       | أفضل ممثلة لاتينية أمريكية            | جائزة بيزناجا الفضية      | ألما بلانكو              | فوز                      | [ 5 ]                    |

## روابط خارجية
- مقالات تستعمل روابط فنية بلا صلة مع ويكي بيانات